# Solid State Records
Solid State Records är ett kristet skivmärke, en del av Tooth & Nail Records. Solid State släpper skivor i genren metal och hardcore. Liksom Tooth & Nail så är Sold State främst ett kristet skivmärke. De har även band som inte vill klassas som kristna, Stretch Arm Strong, The Agony Scene, He Is Legend, och Training For Utopia. Medlemmarna i dessa band är kristna, men vill inte klassas som kristna band.

## Nuvarande Solid State-band
- Advent
- As Cities Burn
- August Burns Red
- Becoming the Archetype
- The Chariot
- Cry of the Afflicted
- Demon Hunter
- Destroy the Runner
- The Famine
- Haste The Day
- He Is Legend
- Inhale Exhale
- Life in Your Way
- Living Sacrifice
- MYCHILDREN MYBRIDE
- Norma Jean
- Oh, Sleeper
- Once Nothing
- Sever Your Ties
- Soul Embraced
- Underoath

## Tidigare Solid State-band
- 3rd Root (Upplöst)
- The Agony Scene (Aktiva, skrivna hos Century Media Records)
- Blindside (Aktiva, för närvarande utan skivmärke)
- Beloved (Upplöst, medlemmarna nu i Dead Poetic, Classic Case, The Almost och Advent)
- Born Blind (Upplöst)
- Dead Poetic (Aktiva hos Tooth and Nail för att spela in nytt album, men inga turnéplaner)
- Embodyment (Upplöst, medlemmarna nu i The Famine)
- Eso-Charis (upplöst)
- Extol (Uppehåll, medlemmarna nu i Mantric)
- FewLeftStanding (Upplöst)
- Figure Four (Uppehåll, två medlemmar nu i Comeback Kid)
- Lengsel (Aktiva, skrivna hos Whirlwind Records)
- No Innocent Victim (Aktiva, skrivna hos Facedown Records)
- Overcome (Upplöst, medlemmarna nu i Indwelling)
- Selfmindead (Upplöst, medlemmarna nu i Benea Reach)
- Showbread (Aktiva, skrivna hos Tooth and Nail)
- Soapbox (Aktiva, sista turné och ny EP planerad till hösten -08)
- Society's Finest (Aktiva, skrivna hos Hand of Hope Records)
- Spitfire (Aktiva, skrivna hos Goodfellow Records)
- Still Breathing (Upplöst)
- Strongarm (Upplöst, medlemmarna startade Further Seems Forever)
- Stretch Arm Strong (Aktiva, skrivna hos We Put Out Records)
- Training for Utopia (Upplöst, medlemmarna startade Demon Hunter)
- Twelve Gauge Valentine (Planerar att upplösas efter en sista turné)
- Warlord (Upplöst)
- Zao (Aktiva, skrivna hos Ferret Music)